# Her Crowning Glory
Her Crowning Glory er en amerikansk stumfilm fra 1911 af Laurence Trimble.

## Medvirkende
- John Bunny som Mortimer
- Helene Costello som Helen
- Mae Costello
- Flora Finch
- Edith Halleran